# Раковський район
Раковський район — колишній район Куп'янської округи, у різний час адміністративними центрами району були села Раковка, Волоська Балаклія та Шевченкове. Відповідно у різні роки район називався Раковським, Волоськобалаклійським та Шевченківським.
Район був утворений у 1923 році на території колишнього Куп'янського повіту. Отримав своє ім'я — Раковський, на честь радянського політичного діяча Християна Раковського. Районним центром стало село Старовірівка, яке отримало нову назву — Раковка, однак, вона не прижилася. На момент утворення району, в ньому знаходилося 4202 індивідуальних господарств, з населенням у понад 23,3 тисячі осіб. У 1924 році адміністративним центром району стало село Волоська Балаклія, а через п'ять років — село Шевченкове. У 1930 році район був ліквідований, а його територія увійшла до складу Куп'янського району. Через п'ять років був створений новий Шевченківський район.

## Адміністративний устрій
Район адміністративно-територіально поділявся на 13 сільських рад:
- Аркадівська сільська рада
- Безмятежненська сільська рада
- Богодарівська сільська рада
- Великохутірська сільська рада
- Волоськобалаклійська сільська рада
- Гетьманівська сільська рада
- Іванівська сільська рада
- Кравцівська сільська рада
- Новомиколаївська сільська рада
- Олександрівська сільська рада
- Старовірівська сільська рада
- Федорівська сільська рада
- Шевченківська сільська рада